# Вулиця Перспективна (Іллінці)
Ву́лиця Перспективна  — мала вулиця в місті Іллінці, Вінницького району, Вінницької області. 

## Історія
Утворена у другій половині 1970-тих років році, як провулок між вулицями Шевченка та Ніщинського. 
10 січня 1987 року, - вулицю названо на честь Івана Черняховського. 
25 cічня 2024 року, - рішенням 45-ї сесії 8-го скликання Іллінецької міської ради, вулицю Івана Черняховського перейменовано на Перспективну.
У зв'язку з виконанням закону Закону про деколонізацію і дерусифікацію топонімії.

## Опис і розташування
Починається від вулиці Ніщинського простягається на схід круто повертаючи на південь, де з'єднується з вулицею Шевченка.